# Persöfladan
Persöfladan är en vik i Finland.  Den ligger i Raseborg i landskapet Nyland, i den södra delen av landet, 80 km väster om huvudstaden Helsingfors. Totallfladan ligger 8 meter över havet. I omgivningarna runt Totallfladan växer i huvudsak blandskog.
Persöfladan är en avsnörd havsvik som endast har kontakt med havet via ett smalt sund. Detta leder till en intressant biotop och ett rikligt fågelliv.